# وی‌جی

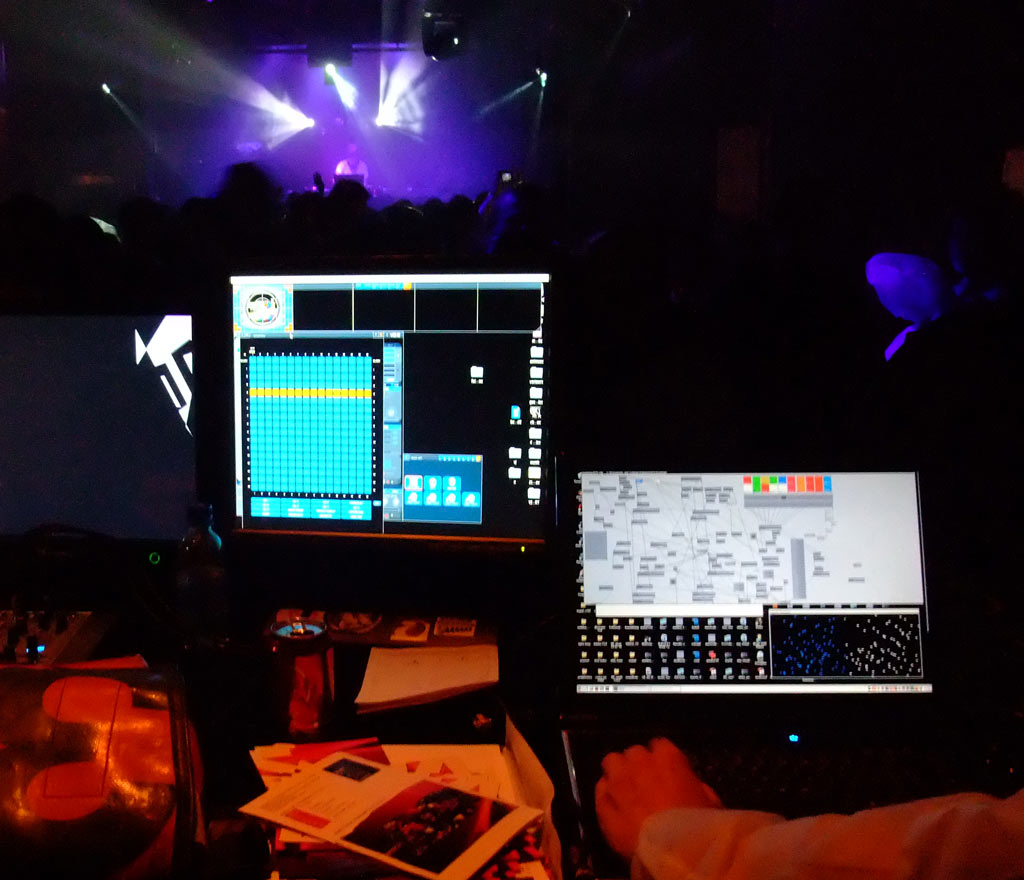

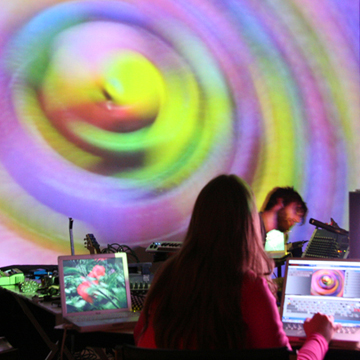

وی جِی (کوتاه شده ویدئو جاکی) (به انگلیسی: VJ یا گاهی اوقات veejay) به کسی گفته می‌شود که به معرفی و پخش ویدئوها بر روی شبکه‌های تلویزیونی تجاری مانند ام‌تی‌وی، وی‌اچ‌وان، فیوز تی وی در ایالات متحدهٔ آمریکا و شبکه‌های غیر تجاری تی وی یو، ماچ میوزیک کانادا و شبکهٔ چنل وی در آسیا می‌پردازد. نام‌های دیگری که برای وی جی استفاده می‌شود وی دی جی (یه معنای Video DJ) و ام وی جی (به معنای Mobile VJ) است.